# Devin, Bolgarija
Devin (bolgarsko Девин, do leta 1934 Djovlen – Дьовленъ) je mesto in središče istoimenske občine v južni Bolgariji.
Leži v zahodnih Rodopih na okoli 715 metrih nadmorske višine. Obkrožajo ga Devinska planina z juga, vrh Grebenec s severozahoda in pogorje Černatica z vzhoda. Skozi mesto teče Devinska reka, ki se izliva v reko Vačo. Od Sofije je Devin oddaljen 220 kilometrov in od regionalnega središča Smoljana 45 kilometrov. Južno od mesta po reki Vači navzgor sta Bujnovska in Trigradska soteska, zavarovani območji in turistični znamenitosti. 35 kilometrov vzhodno se nahaja znano smučišče Pamporovo.

## Naravne znamenitosti
Devinska reka nad Devinom oblikuje slikovito sotesko s številnimi pritoki. Soteska, skozi katero je urejena sprehajalna pot, in slapovi na pritokih so turistična zanimivost. V porečju Devinske reke živijo zaščitene rastlinske in živalske vrste, kot je endemični orfejev cvet Haberlea rhodopensis, zaradi česar je del porečja od leta 2002 razglašen za zavarovano območje.
Na območju Devina so številni vrelci mineralne vode. Vrelec Devin v mestu bruha vodo temperature 37–45 °C, ki je primerna za pitje in naj bi imela zdravilne lastnosti. Vrelci se nahajajo tudi v okoliških krajih Bedenski bani, Mihalkovo in Nastan ter se večinoma izkoriščajo kot termalna voda.
V mestu deluje polnilnica ustekleničene vode »Devin«.
- Pogled na Devin
- Eko-pešpot »Struilica«
- Slap »Samodivsko prskalo«